# Peter Revson
Peter Jeffrey Revson (New York, 1939. február 27. – 1974. március 22.) amerikai autóversenyző, Formula–1-es pilóta.

## Pályafutása
1964-ben mutatkozott be a Formula–1-ben, de később visszatért az amerikai sportkocsiversenyekre. Az Indycaron mutatott kimagasló teljesítményére felfigyeltek a Formula–1-ben is. Az 1971-es amerikai nagydíjon a Tyrrell meghívására vett részt, később pedig kétéves szerződést kötött a Yardley-McLaren csapattal. Nemsokára megbízható pontszerző lett, és gyorsaságával sokakat meglepett. Amikor 1973-ban elkészült a McLaren M23-as, nagyszerű győzelmet aratott vele a brit nagydíjon, és győzött az ugyancsak vizes pályán lebonyolított kanadai nagydíjon is. 1974-ben csak tesztpilótaként maradhatott volna a csapatban, ezért a Shadow-hoz szerződött.

## Halála
Az 1974-es dél-afrikai nagydíj egyik edzésén Shadow-jának első felfüggesztése meghibásodott, így Revson halálos balesetet szenvedett, miután átrepült a korláton.

## Eredményei

### Teljes Formula–1-es eredménysorozata
(Táblázat értelmezése)

(Félkövér: pole-pozícióból indult; dőlt: leggyorsabb kört futott) 

| Év   | Csapat                  | Modell       | Motor       | 1      | 2      | 3       | 4      | 5      | 6      | 7     | 8      | 9     | 10    | 11     | 12     | 13     | 14    | 15    | Helyezés | Pont |
| ---- | ----------------------- | ------------ | ----------- | ------ | ------ | ------- | ------ | ------ | ------ | ----- | ------ | ----- | ----- | ------ | ------ | ------ | ----- | ----- | -------- | ---- |
| 1964 | Revson Racing (America) | Lotus 24     | BRM V8      | MON Nk | NED    |         |        | GBR Ki | GER 14 | AUT   | ITA 13 | USA   | MEX   |        |        |        |       |       | -        | 0    |
| 1964 | Reg Parnell (Racing)    | Lotus 24     | BRM V8      |        |        | BEL Kiz |        |        |        |       |        |       |       |        |        |        |       |       | -        | 0    |
| 1964 | Reg Parnell (Racing)    | Lotus 25     | BRM V8      |        |        |         | FRA Ni |        |        |       |        |       |       |        |        |        |       |       | -        | 0    |
| 1971 | Elf Team Tyrrell        | Tyrrell 001  | Cosworth V8 | RSA    | ESP    | MON     | NED    | FRA    | GBR    | GER   | AUT    | ITA   | CAN   | USA Ki |        |        |       |       | -        | 0    |
| 1972 | Team Yardley McLaren    | McLaren M19A | Cosworth V8 | ARG Ki | RSA 3  | ESP 5   | MON    | BEL 7  | FRA    | GBR 3 | GER    |       |       |        |        |        |       |       | 5.       | 23   |
| 1972 | Team Yardley McLaren    | McLaren M19C | Cosworth V8 |        |        |         |        |        |        |       |        |       | AUT 3 | ITA 4  | CAN 2  | USA 18 |       |       | 5.       | 23   |
| 1973 | Team Yardley McLaren    | McLaren M19C | Cosworth V8 | ARG 8  | BRA Ki | RSA 2   |        |        |        |       |        |       |       |        |        |        |       |       | 5.       | 38   |
| 1973 | Team Yardley McLaren    | McLaren M23  | Cosworth V8 |        |        |         | ESP 4  | BEL Ki | MON 5  | SWE 7 | FRA    | GBR 1 | NED 4 | GER 9  | AUT Ki | ITA 3  | CAN 1 | USA 5 | 5.       | 38   |
| 1974 | UOP Shadow Racing Team  | Shadow DN3   | Cosworth V8 | ARG Ki | BRA Ki | RSA DNP | ESP    | BEL    | MON    | SWE   | NED    | FRA   | GBR   | GER    | AUT    | ITA    | CAN   | USA   | -        | 0    |

### Indy 500

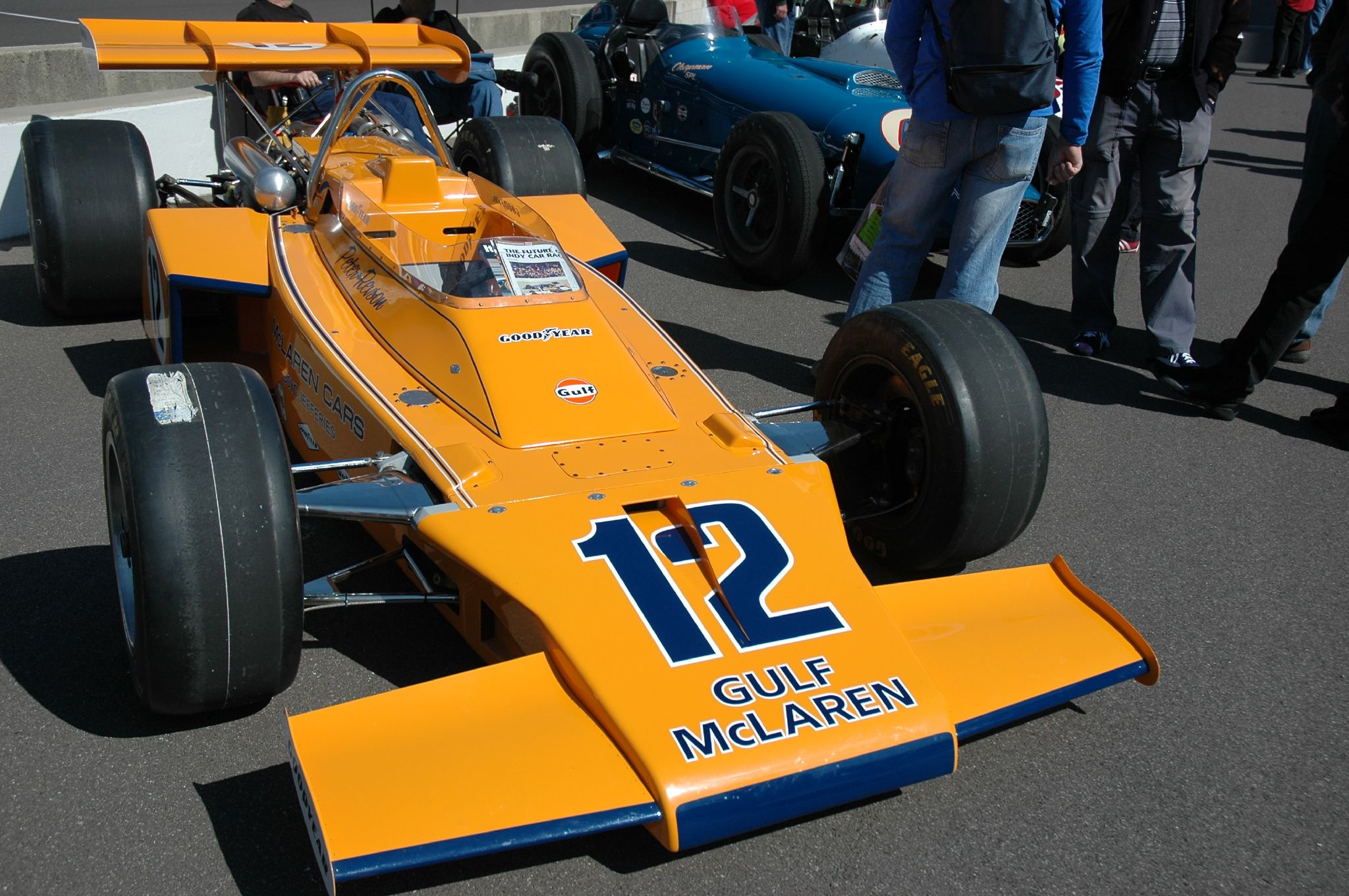
Revson McLarenje az 1973-as versenyről

| Év   | Modell  | Motor | Rajthely | Eredmény |
| ---- | ------- | ----- | -------- | -------- |
| 1969 | Brabham | Repco | 33.      | 5.       |
| 1970 | McLaren | Offy  | 16.      | 22.      |
| 1971 | McLaren | Offy  | 1.       | 2.       |
| 1972 | McLaren | Offy  | 2.       | 31.      |
| 1973 | McLaren | Offy  | 10.      | 31.      |

### Le Mans-i 24 órás autóverseny
| Év   | Csapat                     | Autó           | Csapattárs     | Helyezés |
| ---- | -------------------------- | -------------- | -------------- | -------- |
| 1965 | Société Automobiles Alpine | Alpine M64     | Philippe Vidal | Kiesett  |
| 1966 | Essex Wire Corporation     | Ford GT40 Mk.I | Skip Scott     | Kiesett  |

## Fordítás
- Ez a szócikk részben vagy egészben  a   Peter Revson című angol Wikipédia-szócikk fordításán alapul.  Az eredeti cikk szerkesztőit annak laptörténete sorolja fel. Ez a jelzés csupán a megfogalmazás eredetét és a szerzői jogokat jelzi, nem szolgál a cikkben szereplő információk forrásmegjelöléseként.